# استان سرت
استان سِرت یکی از استان‌های کشور لیبی است.

## جستارهای وابسته

خلیج سیدرا

## شهرهای مهم
| - هراوه - سیرت | - قرضابیه - رأس لانوف |  |

## شهرستان‌ها
| - بن جواد - هراوة - الوسط - جارف - أبو هادی - سرت المرکز - الهیشة الجدیدة - الوشکة - العامرة - الزعفران - وادی الأحمر - أبو زاهیة - خلیج سرت | - أبو سعدة - الغربیات - الرباط الأمامی - أبو نجیم - الفاتح - وادی زمم - سلطان - القرضابیة - رأس لانوف - القبیبة - النوفلیة - الحنیوة |  |